# Microporellus ellipsosporus
Microporellus ellipsosporus är en svampart som beskrevs av Decock & Ryvarden 2002. Microporellus ellipsosporus ingår i släktet Microporellus och familjen Polyporaceae.   Inga underarter finns listade i Catalogue of Life.